# Шари
Ша́ри (рос. Шары, марій. Шары) — селище у складі Гірськомарійського району Марій Ел, Росія. Входить до складу Озеркинського сільського поселення.

## Населення
Населення — 5 осіб (2010; 16 у 2002).
Національний склад (станом на 2002 рік):
- росіяни — 94 %